# Quinanga van Kongo
Quinanga van Kongo (ca. 1381 - ca. 1435) was de tweede heerser, of Mwene Kongo, van het Centraal-Afrikaanse Koninkrijk Kongo en behoorde tot de Lukeni-Kanda.

## Levensloop
Hij werd geboren rond 1381, maar de exacte data en gebeurtenissen van zijn regeerperiode zijn onzeker. Wel is bekend dat hij regeerde van ongeveer 1420 tot 1435, het jaar waarin hij overleed. Quinanga was een neef van de stichter van het koninkrijk, Lukeni lua Nimi.